# Родиани, Онората
Онората Родиани (итал. Onorata Rodiani; 1403, Кастеллеоне — 1452, там же) — полулегендарная итальянская художница и кондотьер.

## Убийство кремонского придворного
Онората Родиани родилась в Кастеллеоне, близ города Кремона. Случай, принесший ей известность, был впервые описан в 1590 году Конрадо Фламено в его «Истории Кастеллеоне» (итал. Storia di Castelleone). Согласно его рассказу Онорату нанял Кабрино Фондуло, тиран Кремоны, для украшения его дворца картинами. Это единственная запись, свидетельствующая о подобном заказе, данном женщине в Кватроченто. Во время работы над фреской Родиани стала объектом домогательств со стороны одного молодого придворного Фондуло. Она убила его ножом и скрылась, «переодевшись мужчиной». Фламено цитирует её слова:
Лучше жить честной в изгнании, чем обесчещенной на родине.

## Военная карьера
В «Истории Кастеллеоне», написанной в 1590 году, говорится, что Онората Родиани, будучи судимой и помилованной Кабрино Фондуло, поступила на службу к кондотьеру Ольдрадо Лампуньяно в качестве кавалериста в 1423 году. Фламено пишет, что она сделала это в тайне от всех, изменив имя и став носить мужскую одежду, тем самым выдавая себя за мужчину. Впоследствии она служила под началом разных капитанов, включая Конрадо Сфорцу, брата герцога Франческо I Сфорцы. Находясь под его командованием, в 1452 году Родиани якобы пришла на помощь своему родному городу Кастеллеоне, осаждённому Венецианской республикой. Осада была снята, но она была смертельно ранена, перенесена в город и там, после того как её «узнали с великим изумлением», умерла. Фламено завершает рассказ о ней ещё одной её цитатой:
С честью я жила, с честью я умру.

## Историчность
Историчность Онораты Родиани сомнительна. В обеих приведённых Конрадо Фламено цитатах, которые он приписывает ей, говорится о чести. В то же время имя Онората с итальянского можно перевести как «честная». Таким образом в этих фразах создаётся каламбур, в которым обыгрывается слово Onorata.
По словам Фламено, она была похоронена в приходской церкви Кастеллеоне, но в XVI веке в Кастеллеоне была построена новая приходская церковь, и ни о каких следов её могилы не сообщается. Её легенда, тем не менее, жива в Кастеллеоне, а две незаконченные фрески в палаццо Галеотти-Вертуа, в котором предположительно жил Кабрино Фондуло, иногда приписываются ей.
Существует несколько версий относительно работ, созданных Оноратой до того, как ей пришлось бежать. Согласно версии о её жизни, распространённой в XIX веке, она писала темперой на сухой штукатурке, что объясняет, почему ни одна из её работ не сохранилась, чтобы быть приписанной ей без сомнений. С другой стороны, если она действительно писала аффреско, это означало бы долгую подготовку к овладению этой сложной техникой, что было маловероятно для женщины в то время. Именем другой женщины, Катерины де Вигри, впоследствии канонизированной, подписана темперная картина 1456 года, а её биограф и друг писал, что Катерина де Вигри действительно занималась живописью, особенно увлекаясь созданием миниатюр.
Что касается военной деятельности Онораты, то даты, приведённые Конрадо Фламено, согласуются с тем, что известно о военных событиях в Италии в XV веке. Это может означать либо то, что в рассказе Фламено есть доля правды, либо то, что он позаботился о том, чтобы придать мифу об Онорате правдоподобности.